# Speechless (canción de Lady Gaga)
«Speechless» —en español: «Sin palabras»— es una canción interpretada por la cantante estadounidense Lady Gaga, compuesta por ella y coproducida por Ron Fair y Gaga, e incluida en el tercer EP de la cantante, The Fame Monster, de 2009.
La canción fue compuesta para convencer al padre de Gaga, Joseph Germanotta, de someterse a cirugía de corazón abierto para reparar una válvula aórtica que le funcionaba mal, y como un recordatorio para sus fanes más jóvenes de apreciar a sus padres.

## Antecedentes y composición

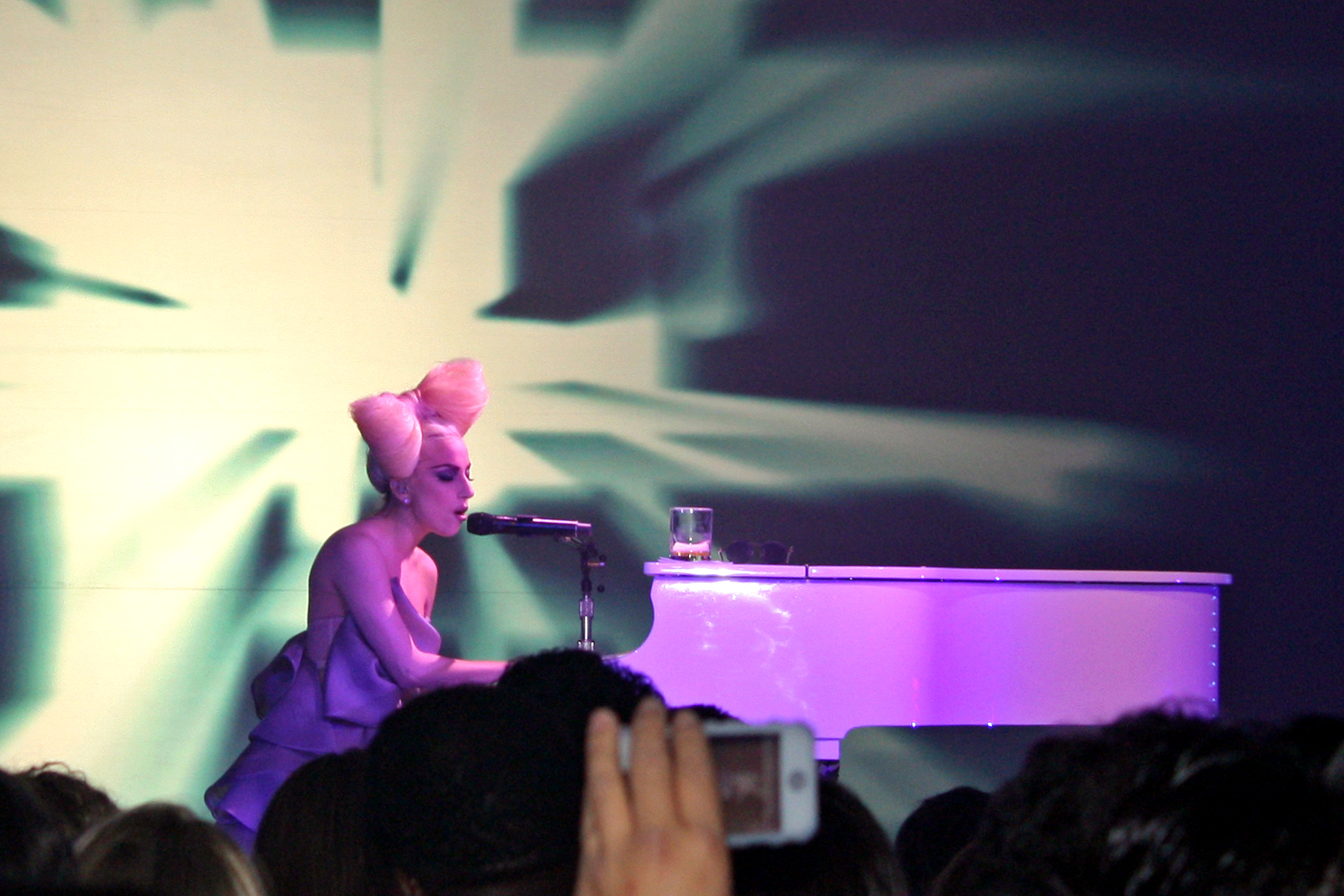
La cantante interpretando «Speechless» durante su presentación en la fiesta inaugural de VEVO.

Gaga explicó en una entrevista en noviembre de 2009 que su padre, Joseph Germanotta, padecía desde hace 15 años un problema cardíaco, comentando: «Mi papá tiene o tenía un mal de la válvula aórtica y durante un tiempo su cuerpo sólo bombeaba un tercio de la sangre que se supone que debes recibir en cada latido del corazón». Además añadió:

«Mi mamá me llamó y yo estaba muy deprimida. En ese momento me encontraba de gira, y no podía irme [de allí], entonces fui al estudio y escribí "Speechless" para él y se trata de esas llamadas. Mi papá solía llamarme después de haber bebido un par de copas, y yo no sabía qué decir. Me quedaba sin palabras y temía perderlo y no estar allí».

La canción fue compuesta como una petición para que Germanotta se sometiese a una cirugía a corazón abierto que necesitaba por su condición. En octubre de 2009, Gaga confirmó a través de su cuenta de Twitter que su padre se había sometido a dicha cirugía, diciendo: «Mi padre ha tenido la cirugía a corazón abierto hoy. Y después de largas horas, y un montón de lágrimas, han curado su corazón roto, y el mío». Además, la cantante dijo que esperaba que el tema ayudara a que sus admiradores más jóvenes apreciaran a sus padres. «Tengo muchos fanáticos encantadores y jóvenes, con problemas, pero quiero recordarles que solo tienen dos padres», dijo Gaga. Además comentó que su momento más triste del 2009 fue en mayo en Australia, durante la composición de «Speechless».
Musicalmente, «Speechless» es una balada power, con influencias al rock de los años 1970, el blues rock, el glam rock y el country. Los Angeles Times comparó el estilo musical del tema con la «era» musical de David Bowie en The Rise and Fall of Ziggy Stardust and the Spiders from Mars, PopMatters con la banda Queen, y la BBC con la cantante Pink. «Speechless» es una canción que consiste en armonías vocales y riffs de guitarra, donde el instrumento musical que sobresale en la melodía es la de un piano. Cabe destacar que Gaga comienza cantando «Hao, hao, hao, hao» en el tema.
De acuerdo con una partitura publicada por Sony/ATV Music Publishing en el sitio Musicnotes.com, «Speechless» se encuentra en un tempo común, con un ritmo moderado de 76 pulsaciones por minuto, y está compuesta en la tonalidad do mayor.

## Recepción

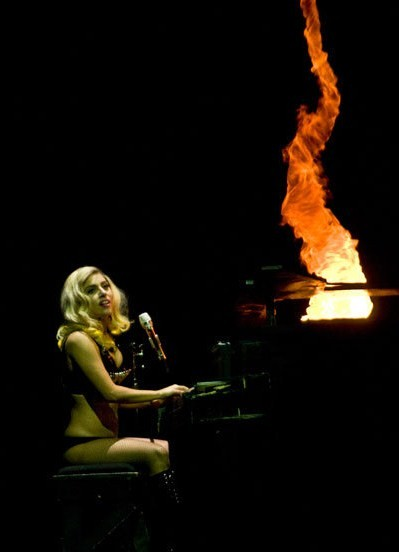
Gaga interpretando «Speechless» en su gira The Monster Ball Tour.

### Comentarios de la crítica
«Speechless» recibió muchas críticas mixtas. de Kitty Empire de The Observer y dio un informe muy negativo de la canción, y señaló que las baladas de Gaga «son su punto débil». Sal Cinquemani de Slant Magacín llamó a la canción un «fiasco de The Fame Monster», no porque sea una mala canción o porque este mal ejecutada, sino porque, como sucedió en The Fame, «cuando [Gaga] intenta mostrar su lado más suave, sale como un fraude—al menos junto con el resto de su material». Evan Sawdey de PopMatters señaló las similitudes entre «Speechless» y la música de Queen, y además, agregó que: 

«Aunque la melodía no tiene el mismo empuje de la mayor era de números uno de Queen, las similitudes son admirables».
Evan Sawdey

### Desempeño comercial
A pesar de no ser lanzada como sencillo, «Speechless» entró en las principales listas de Canadá, Estados Unidos y Reino Unido. Más específicamente, en Canadá, la canción debutó en el puesto sesenta y siete, donde se mantuvo una sola semana. En Reino Unido, «Speechless» debutó en el puesto número ciento seis, gracias a las descargas del disco. A la siguiente semana abandonó la lista, pero luego, en la semana del 27 de diciembre de 2009, volvió a entrar en el puesto número ochenta y ocho.
En la semana del 12 de diciembre de 2009, cuando el disco entró en la Billboard 200, «Speechless» debutó en el puesto noventa y cuatro de la Billboard Hot 100, en Estados Unidos. Luego del popurrí hecho junto con Elton John para la presentación en los Premios Grammy del 2010, la canción encabezó la lista Hot 100 Singles Sales con más de 7000 copias vendidas de acuerdo con Nielsen SoundScan, convirtiéndose en el tercer número uno de la cantante en la lista. También logró vender 13 000 copias legales entrando así en la lista Digital Songs. En total, sumando las ventas, solo en los Estados Unidos, «Speechless» logró vender más de 197.000 copias digitales, de acuerdo con Nielsen SoundScan.

## Interpretaciones en directo

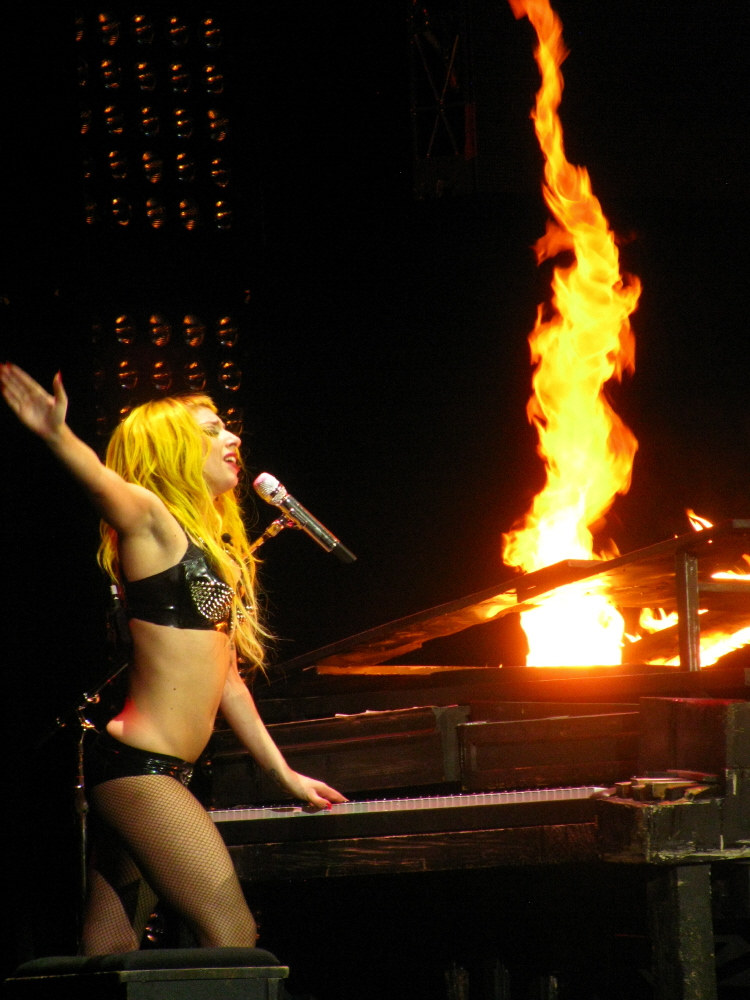
Gaga interpretando «Speechless» durante marzo de 2011 en su gira The Monster Ball Tour.

«Speechless» fue interpretada por primera vez en directo durante la celebración del trigésimo aniversario del Museo de arte contemporáneo de Los Ángeles el 14 de noviembre de 2009. Gaga interpretó la canción con un piano rosa de marca Steinway & Sons decorado con mariposas pintadas y con bailarines de ballet del Teatro Bolshói, que bailaron con Gaga una coreografía artística dirigida por Francesco Vezzoli y miembros de la "Academia de ballet Bolshoi" titulada «El musical más corto que nunca volverás a ver».
La canción fue también interpretada en directo durante los American Music Awards de 2009. Ella junto con «Bad Romance» de The Fame Monster. Gaga estaba vestida con un body color piel envuelto en tubos blancos junto con luces intermitentes que imitan vértebras y una columna vertebral. La interpretación comenzó con «Bad Romance», luego comenzó a cantar se internó en «Speechless» tomando su micrófono y utilizándolo para romper una caja grande de vidrio con un piano adentro. Se sentó en la banqueta del piano y comenzó la interpretación, mientras el instrumento se prendía fuego. Durante la canción comenzó a estrellar botellas de licor contra el piano. Ambas canciones fueron interpretados en The Ellen DeGeneres Show el 25 de noviembre de 2009.
Gaga interpretó la canción en el Royal Variety Performance y la Reina Isabel II fue a presenciar el espectáculo. La cantante usó un vestido rojo de PVC inspirado en la época isabelina y tocó el piano, suspendido diez pies en el aire y sostenido por zancos. Esto se inspiró en los elefantes gigantes del cuadro de 1946 de Salvador Dalí La tentación de San Antonio. 
Gaga interpretó la canción durante The Monster Ball Tour. En la primera presentación de la gira en Montreal, Quebec, Canadá, su padre estaba entre el público y la canción siguió después de una interpretación de estilo de cabaret de «Poker Face» con un rap freestyle de Kid Cudi. Lució un vestido con hombreras negras y una máscara del mismo color. T'Cha Dunlevy, de The Gazette notó que la presentación dejó mucho que desear y comentó: "Están los elementos, pero no están coordinados", añadiendo que el espectáculo alcanzó su clímax cuando Gaga realizó una "interpretación auténtica" de «Poker Face» y «Bad Romance». El periodista concluyó diciendo que fue "mejor tarde que nunca". Sin embargo, Jane Stevenson de Toronto Star llamó a la presentación el punto culminante a nivel emocional del espectáculo. El 8 de diciembre de 2008, Gaga tocó la canción en directo en el almuerzo de Vevo en Nueva York. Su acompañamiento musical consistió solamente en el piano, que ella misma tocó. La artista abrió la transmisión televisiva de la 52.ª edición de los premios Grammy con una interpretación de «Poker Face», seguida inmediatamente por un dúo en piano con Elton John del tema «Speechless», junto a "Your Song". En mayo de 2011, Gaga interpretó una versión jazz de la canción en el Radio 1's Big Weekend en Carlisle.. En 2017, fue añadida al repertorio del show del Coachella Festival donde volvió a interpretarla después de 6 años.

## Posicionamiento en listas

### Semanales
| Canadá         | Canadian Hot 100      | 67 |
| Estados Unidos | Billboard Hot 100     | 94 |
| Estados Unidos | Hot 100 Singles Sales | 1  |
| Reino Unido    | UK Singles Chart      | 88 |

### Certificaciones
| País           | Organismo certificador | Certificación | Ventas certificadas | Ref.   |
| -------------- | ---------------------- | ------------- | ------------------- | ------ |
| Estados Unidos | RIAA                   | Oro           | 500 000             | [ 30 ] |

## Créditos y personal
- Lady Gaga: voz principal, composición, coproducción y piano.
- Ron Fair: producción y arreglos.
- Jack Joseph Puig: mezcla.
- John Goux: guitarra.
- Abraham Laboriel Jr.: batería.
- Tal Herzberg: coproducción e ingeniería.
- Frank Wolff: ingeniería.

Fuente: Discogs.